# Yi Jun-yong
Yi Jun-yong (n. Unhyeongung, 25 de junio de 1870 - id., 22 de marzo de 1917) fue un político y militar coreano, miembro de la Dinastía Joseon. Fue hijo de Heungseon Daewongun, Regente de Corea entre 1863 y 1873. Colaboró con el Imperio de Japón y participó en cuatro golpes de Estado contra el Emperador de Corea. Fue rival de su tío Kojong.

## Referencias

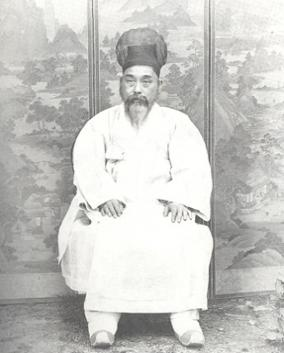
Yi Jun-yong